# Az SK Rapid Wien 2014–2015-ös szezonja
A 2014–2015-ös szezon a 117. szezon a csapat történelmében. A fővárosi csapat nyerte el legtöbbször az első osztály trófeáját, szám szerint 32-szer sikerült idáig. Két nagy riválisa van, az FC Red Bull Salzburg és a szintén fővárosi FK Austria Wien.

## Változások, igazolások

### A 2014–2015-ös szezon
A csapat a 2013–2014-es szezont a második helyen fejezte be. Az osztrák bajnokság második helyezettje a 2014–2015-ös Európa-liga 2. selejtezőkörébe kvalifikálná magát, de mivel a Red Bull Salzburg megnyerte a bajnokságot és a kupadöntőt az SK Rapid Wien ellen, a salzburgi csapat a 2014–2015-ös UEFA-bajnokok ligája 3. selejtezőkörébe került, mint bajnok, így a kupa második helyezettjeként megkapta a kupagyőztes nemzetközi porondra való indulási jogát a fővárosi csapat. Ezzel az Európa-liga rájátszásába kerültek.

### Átigazolás

#### Érkezők
| No. | Pos.        | Név               | Kor | Nemzetiség | Honnan            | Tipus     | Mikor | Szerződés lejárásának ideje |
| --- | ----------- | ----------------- | --- | ---------- | ----------------- | --------- | ----- | --------------------------- |
| 17  | védő        | Christopher Dibon | 23  | osztrák    | Red Bull Salzburg | leigazolt | nyár  | 2017                        |
| 15  | középpályás | Srđan Grahovac    | 22  | bosnyák    | Borac Banja Luka  | leigazolt | nyár  | 2017                        |

#### Távozók
| No. | Pos.        | Név                 | Kor | Nemzetiség | Hová              | Tipus            | Mikor |
| --- | ----------- | ------------------- | --- | ---------- | ----------------- | ---------------- | ----- |
| 28  | védő        | Christopher Trimmel | 26  | osztrák    | Union Berlin      | lejárt szerződés | nyár  |
| 30  | középpályás | Guido Burgstaller   | 25  | osztrák    | Cardiff City      | leigazolt        | nyár  |
| 24  | Csatár      | Marcel Sabitzer     | 20  | osztrák    | Red Bull Salzburg | leigazolt        | nyár  |

## Mérkőzés

### Bajnokság
| 2014. július 19. 16:30 (CEST) 1. forduló |

| Red Bull Salzburg                                                                                | 6 - 1               | SK Rapid Wien                                                 |
| ------------------------------------------------------------------------------------------------ | ------------------- | ------------------------------------------------------------- |
| Ulmer 30' Alan 40' Mané 69' Christian Schwegler 74' Soriano 77' 79' Kampl 84' 85' Ankersen 90+2' | (2 - 0) Jegyzőkönyv | M.Hofmann 32' Schwab 42' Schrammel 78' S.Hofmann 90+2' (bün.) |

| Wals Siezenheim Stadion, Salzburg Nézőszám: 20000 Játékvezető: Zuschauer Harkam (osztrák) |

| 2014. július 26. 19:00 (CEST) 2. forduló |

| SK Rapid Wien                 | 1 – 0               | SV Ried                            |
| ----------------------------- | ------------------- | ---------------------------------- |
| Petsos 63' Alar 65' Wydra 82' | (0 - 0) Jegyzőkönyv | Streker 30' Kragl 89' Janeczek 90' |

| Gerhard Hanappi Stadion, Bécs Nézőszám: 3,541 |

| 2014. augusztus 3. 16:30 (CEST) 3. forduló |

| FC Admira                                 | 1 - 1               | SK Rapid Wien                                |
| ----------------------------------------- | ------------------- | -------------------------------------------- |
| Schick 7' 60' Zwierschitz 52' Windbichler | (1 - 0) Jegyzőkönyv | Dibon 43' Schaub 57' Kainz 63' Schrammel 67' |

| BSFZ-Arena, Mödling Nézőszám: 6,125 Játékvezető: Rene Eisner (osztrák) |

| 2014. augusztus 9. 19:00 (CEST) 4. forduló |

| SK Rapid Wien                                  | 1 - 1               | SK Sturm Graz                           |
| ---------------------------------------------- | ------------------- | --------------------------------------- |
| Sonnleitner 15' Petsos 17' Berič 49' Dibon 56' | (0 - 0) Jegyzőkönyv | Offenbacher Djuricin 67' 82' Hadžić 76' |

| Gerhard Hanappi Stadion, Bécs Nézőszám: 16,800 Játékvezető: Manuel Schüttengruber (osztrák) |

| 2014. augusztus 16. 16:30 (CEST) 5. forduló |

| SK Rapid Wien                             | 0 - 1               | SCR Altach                                                              |
| ----------------------------------------- | ------------------- | ----------------------------------------------------------------------- |
| Wydra 35' Schrammel 49' Schobesberger 78' | (0 - 0) Jegyzőkönyv | Zwischenbrugger 17' Pöllhuber 22' Ngwat-Mahop 70' Aigner 87' Netzer 90' |

| Gerhard Hanappi Stadion, Bécs Nézőszám: 13,800 Játékvezető: Markus Hameter (osztrák) |

| 2014. augusztus 24. 16:30 (CEST) 6. forduló |

| FK Austria Wien                                    | 2 - 2               | SK Rapid Wien                                     |
| -------------------------------------------------- | ------------------- | ------------------------------------------------- |
| Gorgon 1' Damari 63' (bün.) Larsen 74' Holland 83' | (1 - 1) Jegyzőkönyv | Berič 35' Behrendt 35' Sonnleitner 65' Schwab 85' |

| Generali Arena, Bécs Nézőszám: 11,900 Játékvezető: Robert Schörgenhofer (osztrák) |

| 2013. augusztus 31. 16:30 (CEST) 7. forduló |

| SK Rapid Wien                                                                   | 2 - 0               | SV Grödig                                       |
| ------------------------------------------------------------------------------- | ------------------- | ----------------------------------------------- |
| Thomas Schrammel 14' 77' Sonnleitner 59' S. Hofmann 61' M.Hofmann 62' Berič 64' | (1 - 0) Jegyzőkönyv | Ione Cabrera 43' Tomi 50' Karner 52' Brauer 82' |

| Gerhard Hanappi Stadion, Bécs Nézőszám: 12,100 Játékvezető: Anders Kollegger (osztrák) |

| 2014. szeptember 17. 18:30 (CET) 8. forduló |

| SC Wiener Neustadt         | 1 - 5               | SK Rapid Wien                                            |
| -------------------------- | ------------------- | -------------------------------------------------------- |
| Rauter 23' Deutschmann 61' | (1 - 1) Jegyzőkönyv | Beric 3' 55' Schwab 44' Schaub 48' 72' 63' M.Hofmann 79' |

| Wiener Neustadt-i stadion, Bécsújhely Nézőszám: 4 100 Játékvezető: Oliver Drachta (osztrák) |

| 2013. szeptember 20. 16:00 (CET) 9. forduló |

| SK Rapid Wien                         | 3 - 0               | Wolfsberger AC                        |
| ------------------------------------- | ------------------- | ------------------------------------- |
| Beric 37' 48' Kainz 61' Schrammel 75' | (1 - 0) Jegyzőkönyv | Hüttenbrenner 24' Silvio 57' Rnić 71' |

| Gerhard Hanappi Stadion, Bécs Nézőszám: 15 200 Játékvezető: Dieter Muckenhammer (osztrák) |

| 2014. szeptember 28. (CET) 10. forduló |

| SK Rapid Wien | - | Salzburg |
| ------------- | - | -------- |
|               |   |          |

| Gerhard Hanappi Stadion, Bécs |

| 2014. október 4. (CET) 11. forduló |

| SV Ried | - | SK Rapid Wien |
| ------- | - | ------------- |
|         |   |               |

| Keine Sorgen Arena, Ried im Innkreis |

| 2014. október 18. (CET) 12. forduló |

| SK Rapid Wien | - | FC Admira |
| ------------- | - | --------- |
|               |   |           |

| Gerhard Hanappi Stadion, Bécs |

| 2014. október 25. (CET) 13. forduló |

| SK Sturm Graz | - | SK Rapid Wien |
| ------------- | - | ------------- |
|               |   |               |

| UPC-Arena, Graz |

| 2014. november 1. (CET) 14. forduló |

| SCR Altach | - | SK Rapid Wien |
| ---------- | - | ------------- |
|            |   |               |

| Cashpoint Arena Altach, Altach |

| 2014. november 8. (CET) 15. forduló |

| SK Rapid Wien | - | FK Austria Wien |
| ------------- | - | --------------- |
|               |   |                 |

| Gerhard Hanappi Stadion, Bécs |

| 2014. november 22. (CET) 16. forduló |

| SV Grödig | - | SK Rapid Wien |
| --------- | - | ------------- |
|           |   |               |

| Untersberg-Arena, Grödig |

| 2014. november 29. (CET) 17. forduló |

| SK Rapid Wien | - | SC Wiener Neustadt |
| ------------- | - | ------------------ |
|               |   |                    |

| Gerhard Hanappi Stadion, Bécs |

| 2014. december 6. (CET) 18. forduló |

| Wolfsberger AC | - | SK Rapid Wien |
| -------------- | - | ------------- |
|                |   |               |

| Lavanttal-Arena, Wolfsberger |

| 2014. december 13. (CEST) 19. forduló |

| Red Bull Salzburg | - | SK Rapid Wien |
| ----------------- | - | ------------- |
|                   |   |               |

| Wals Siezenheim Stadion, Salzburg |

| 2015. február 15. 19:00 (CEST) 20. forduló |

| SK Rapid Wien | – | SV Ried |
| ------------- | - | ------- |
|               |   |         |

| Gerhard Hanappi Stadion, Bécs |

| 2015. február 21. (CEST) 21. forduló |

| FC Admira | - | SK Rapid Wien |
| --------- | - | ------------- |
|           |   |               |

| BSFZ-Arena, Mödling |

| 2015. február 28. (CEST) 22. forduló |

| SK Sturm Graz | - | SK Rapid Wien |
| ------------- | - | ------------- |
|               |   |               |

| UPC-Arena, Graz |

| 2015. március 3. (CEST) 23. forduló |

| SK Rapid Wien | - | SCR Altach |
| ------------- | - | ---------- |
|               |   |            |

| Gerhard Hanappi Stadion, Bécs |

| 2015. március 7. (CEST) 24. forduló |

| FK Austria Wien | - | SK Rapid Wien |
| --------------- | - | ------------- |
|                 |   |               |

| Generali Arena, Bécs |

| 2015. március 14. (CEST) 25. forduló |

| SK Rapid Wien | - | SV Grödig |
| ------------- | - | --------- |
|               |   |           |

| Gerhard Hanappi Stadion, Bécs |

| 2015. március 21. (CET) 26. forduló |

| SC Wiener Neustadt | - | SK Rapid Wien |
| ------------------ | - | ------------- |
|                    |   |               |

| Wiener Neustadt-i stadion, Bécsújhely |

| 2015. április 4. (CET) 27. forduló |

| SK Rapid Wien | - | Wolfsberger AC |
| ------------- | - | -------------- |
|               |   |                |

| Gerhard Hanappi Stadion, Bécs |

| 2015. április 11. (CET) 28. forduló |

| SK Rapid Wien | - | Salzburg |
| ------------- | - | -------- |
|               |   |          |

| Gerhard Hanappi Stadion, Bécs |

| 2015. április 19. (CET) 29. forduló |

| SV Ried | - | SK Rapid Wien |
| ------- | - | ------------- |
|         |   |               |

| Keine Sorgen Arena, Ried im Innkreis |

| 2015. április 25. (CET) 30. forduló |

| SK Rapid Wien | - | FC Admira |
| ------------- | - | --------- |
|               |   |           |

| Gerhard Hanappi Stadion, Bécs |

| 2015. május 2. (CET) 31. forduló |

| SK Sturm Graz | - | SK Rapid Wien |
| ------------- | - | ------------- |
|               |   |               |

| UPC-Arena, Graz |

| 2015. május 9. (CET) 32. forduló |

| SCR Altach | - | SK Rapid Wien |
| ---------- | - | ------------- |
|            |   |               |

| Cashpoint Arena Altach, Altach |

| 2015. május 16. (CET) 33. forduló |

| SK Rapid Wien | - | FK Austria Wien |
| ------------- | - | --------------- |
|               |   |                 |

| Gerhard Hanappi Stadion, Bécs |

| 2015. május 19. (CET) 34. forduló |

| SV Grödig | - | SK Rapid Wien |
| --------- | - | ------------- |
|           |   |               |

| Untersberg-Arena, Grödig |

| 2015. május 24. (CET) 35. forduló |

| SK Rapid Wien | - | SC Wiener Neustadt |
| ------------- | - | ------------------ |
|               |   |                    |

| Gerhard Hanappi Stadion, Bécs |

| 2015. május 31. (CET) 36. forduló |

| Wolfsberger AC | - | SK Rapid Wien |
| -------------- | - | ------------- |
|                |   |               |

| Lavanttal-Arena, Wolfsberger |

### ÖFB-Cup

#### Selejtezők

##### 1. selejtezőkör
A mérkőzést 2014. július 11-én játszották. A továbbjutó csapat az SK Rapid Wien együttese lett.
| 1. csapat       | Eredmény     | 2. csapat      |
| --------------- | ------------ | -------------- |
| Amstetten (III) | 0 – 1 (h.u.) | Rapid Wien (I) |

- Zárójelben az adott csapat osztályát mutatja.

##### Eredmény
| 2014. július 11. 19:30 |

| SKU Amstetten | 0–1 (h. u.)       | SK Rapid Wien          |
| ------------- | ----------------- | ---------------------- |
|               | (0–0) Jegyzőkönyv | Christopher Dibon 116' |

| Ertl Glas Stadion, Amstetten Nézőszám: 2,800 Játékvezető: Andreas Feichtinger |

##### 2. selejtezőkör
| 1. csapat        | Eredmény | 2. csapat      |
| ---------------- | -------- | -------------- |
| SV Wallern (III) | 0 - 1    | Rapid Wien (I) |

- Zárójelben az adott csapat osztályát mutatja.

###### Eredmény
| 2014. szeptember 24. 18:00 |

| SV Wallern    | 0 - 1               | SK Rapid Wien |
| ------------- | ------------------- | ------------- |
| Karlinger 63' | (0 - 1) Jegyzőkönyv | Prosenik 29'  |

| Waldstadion, Pasching Nézőszám: 2 700 Játékvezető: Christopher Jäger (osztrák) |

##### 3. selejtezőkör
| 1. csapat | Eredmény | 2. csapat      |
| --------- | -------- | -------------- |
|           | -        | Rapid Wien (I) |

- Zárójelben az adott csapat osztályát mutatja.

###### Eredmény
|  |

|  | – |  |
|  | - |  |
|  |   |  |

|  |

### Európa-liga
A párosításokat 2014. augusztus 8-án sorsolták ki.

#### 1. mérkőzés
| 2014. augusztus 21. 18:00 |

| HJK                  | 2–1               | Rapid Wien |
| -------------------- | ----------------- | ---------- |
| Lod 63' Väyrynen 74' | (0–0) Jegyzőkönyv | Schaub 59' |

| Sonera Stadium, Helsinki Játékvezető: Halis Özkahya (török) |

#### 2. mérkőzés
| 2014. augusztus 28. 20:30 |

| Rapid Wien                 | 3–3               | HJK                                       |
| -------------------------- | ----------------- | ----------------------------------------- |
| Schaub 10' 13' Wydra 90+4' | (2–1) Jegyzőkönyv | Kandji 15' Alho 77' Savage 88' (11-esből) |

| Ernst-Happel-Stadion, Bécs Játékvezető: Stéphane Lannoy (francia) |

- Az továbbjutott csapat a finn Helsingin JK, 5-4-es összesítéssel.

## Tabella

### Bajnoki tabella
| #   | Csapat               | M | GY | D | V | G+ – G– | GK  | P  | Megjegyzések                                  |
| --- | -------------------- | - | -- | - | - | ------- | --- | -- | --------------------------------------------- |
| 1.  | Wolfsberger AC       | 9 | 7  | 0 | 2 | 19–8    | +11 | 21 | 2015–2016-os Bajnokok Ligája - 3.selejtezőkör |
| 2.  | Red Bull Salzburg CV | 9 | 6  | 0 | 3 | 33–8    | +25 | 18 | 2015–2016-os Európa-liga – rájátszás          |
| 3.  | SK Rapid Wien        | 9 | 4  | 3 | 2 | 16–12   | +4  | 15 | 2015–2016-os Európa-liga – 2. selejtezőkör    |
| 4.  | FC Admira            | 9 | 3  | 3 | 3 | 12–15   | −3  | 12 |                                               |
| 5.  | SC Altach Ú          | 9 | 3  | 3 | 3 | 10–14   | −4  | 12 |                                               |
| 6.  | SK Sturm Graz        | 9 | 3  | 2 | 4 | 12–13   | −1  | 11 |                                               |
| 7.  | FK Austria Wien      | 9 | 2  | 5 | 2 | 13–15   | −2  | 11 |                                               |
| 8.  | SV Grödig            | 9 | 2  | 4 | 3 | 11–19   | −8  | 10 |                                               |
| 9.  | SC Wiener Neustadt   | 9 | 2  | 1 | 6 | 12–28   | −16 | 7  |                                               |
| 10. | SV Ried              | 9 | 1  | 3 | 5 | 10–17   | −7  | 6  | osztályzó                                     |

Forrás: http://www.focikatalogus.hu/osztrak-bajnoksag 
A rangsorolás alapszabályai: 1. összpontszám, 2. egymás elleni eredmények összpontszáma, 3. gólkülönbség, 4. szerzett gólok száma.
(B): Bajnokcsapat, (K): Kieső csapat, (F): Feljutó csapat, (I): Kupainduló, (R): A rájátszás győztese, (KGY): Kupagyőztes

### Eredmények összesítése
| Forduló                  | Otthon | Otthon | Otthon | Otthon | Otthon | Otthon | Otthon | Idegenben | Idegenben | Idegenben | Idegenben | Idegenben | Idegenben | Idegenben |
| Forduló                  | M      | GY     | D      | V      | LG–KG  | GK     | P      | M         | GY        | D         | V         | LG–KG     | GK        | P         |
| ------------------------ | ------ | ------ | ------ | ------ | ------ | ------ | ------ | --------- | --------- | --------- | --------- | --------- | --------- | --------- |
| Őszi szezon (1.-17.)     | 5      | 3      | 1      | 1      | 7-2    | 5      | 10     | 4         | 1         | 2         | 1         | 9-10      | -1        | 5         |
| Tavaszi szezon (18.-36.) | 0      | 0      | 0      | 0      | 0-0    | 0      | 0      | 0         | 0         | 0         | 0         | 0-0       | 0         | 0         |
| Összesen (1.-36.)        | 5      | 3      | 1      | 1      | 7-2    | 5      | 10     | 4         | 1         | 2         | 1         | 9-10      | -1        | 5         |

### Helyezések fordulónként
Helyszín: O = Otthon; I = Idegenben. Eredmény: GY = Győzelem; D = Döntetlen; V = Vereség.
| Forduló  | 1  | 2  | 3 | 4 | 5 | 6 | 7  | 8  | 9  | 10 | 11 | 12 | 13 | 14 | 15 | 16 | 17 | 18 | 19 | 20 | 21 | 22 | 23 | 24 | 25 | 26 | 27 | 28 | 29 | 30 | 31 | 32 | 33 | 34 | 35 | 36 |
| -------- | -- | -- | - | - | - | - | -- | -- | -- | -- | -- | -- | -- | -- | -- | -- | -- | -- | -- | -- | -- | -- | -- | -- | -- | -- | -- | -- | -- | -- | -- | -- | -- | -- | -- | -- |
| Helyszín | I  | O  | I | O | O | I | O  | I  | O  |    |    |    |    |    |    |    |    |    |    |    |    |    |    |    |    |    |    |    |    |    |    |    |    |    |    |    |
| Eredmény | V  | GY | D | D | V | D | GY | GY | GY |    |    |    |    |    |    |    |    |    |    |    |    |    |    |    |    |    |    |    |    |    |    |    |    |    |    |    |
| Helyezés | 10 | 6  | 5 | 5 | 7 | 6 | 3  | 3  | 3  |    |    |    |    |    |    |    |    |    |    |    |    |    |    |    |    |    |    |    |    |    |    |    |    |    |    |    |

## Statisztikák

### Góllövőlista
| Helyezés | Játékos                | Bajnokság | Kupa | Összesen |
| -------- | ---------------------- | --------- | ---- | -------- |
| 1        | Jonathan Soriano       | 4         | 0    | 4        |
| 2        | Christopher Wernitznig | 3         | 0    | 3        |
| 3        | Kevin Kampl            | 2         | 0    | 2        |
| 4        | Deni Alar              | 1         | 0    | 1        |
| 5        | Peter Zulj             | 1         | 0    | 1        |
| 6        | Steffen Hofmann        | 1         | 0    | 1        |
| 7        | Sadio Mané             | 1         | 0    | 1        |
| 8        | Andreas Ulmer          | 1         | 0    | 1        |

(A dőlt betűs játékos az SK Rapid Wien játékosa)